# Pedro II (métro de São Paulo)
Pour les articles homonymes, voir Pedro II.
Pedro II (en portugais : Estação Pedro II) est une station de la ligne 3 - Rouge du Métro de São Paulo. Elle est située sur la rua da Figueira à São Paulo au Brésil.
Elle est mise en service en 1980. 

## Situation sur le réseau

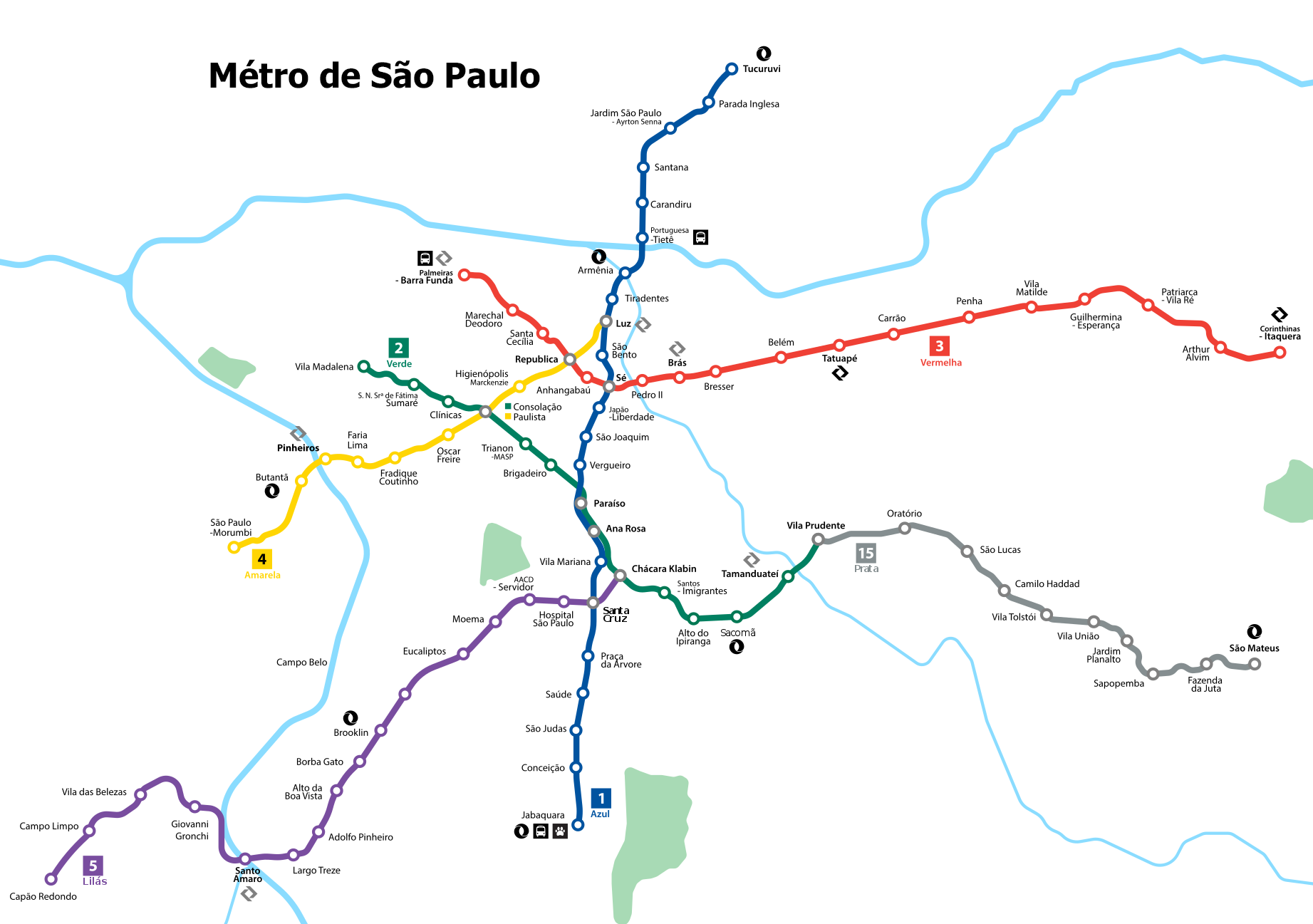
Plan du Métro de São Paulo 2020.

Établie en aérien, la station Pedro II est située sur la ligne 3 du métro de São Paulo (rouge), entre les stations Sé, en direction du terminus de Palmeiras-Barra Funda, et Brás, en direction du terminus de Corinthians-Itaquera

## Histoire

### Projet et construction

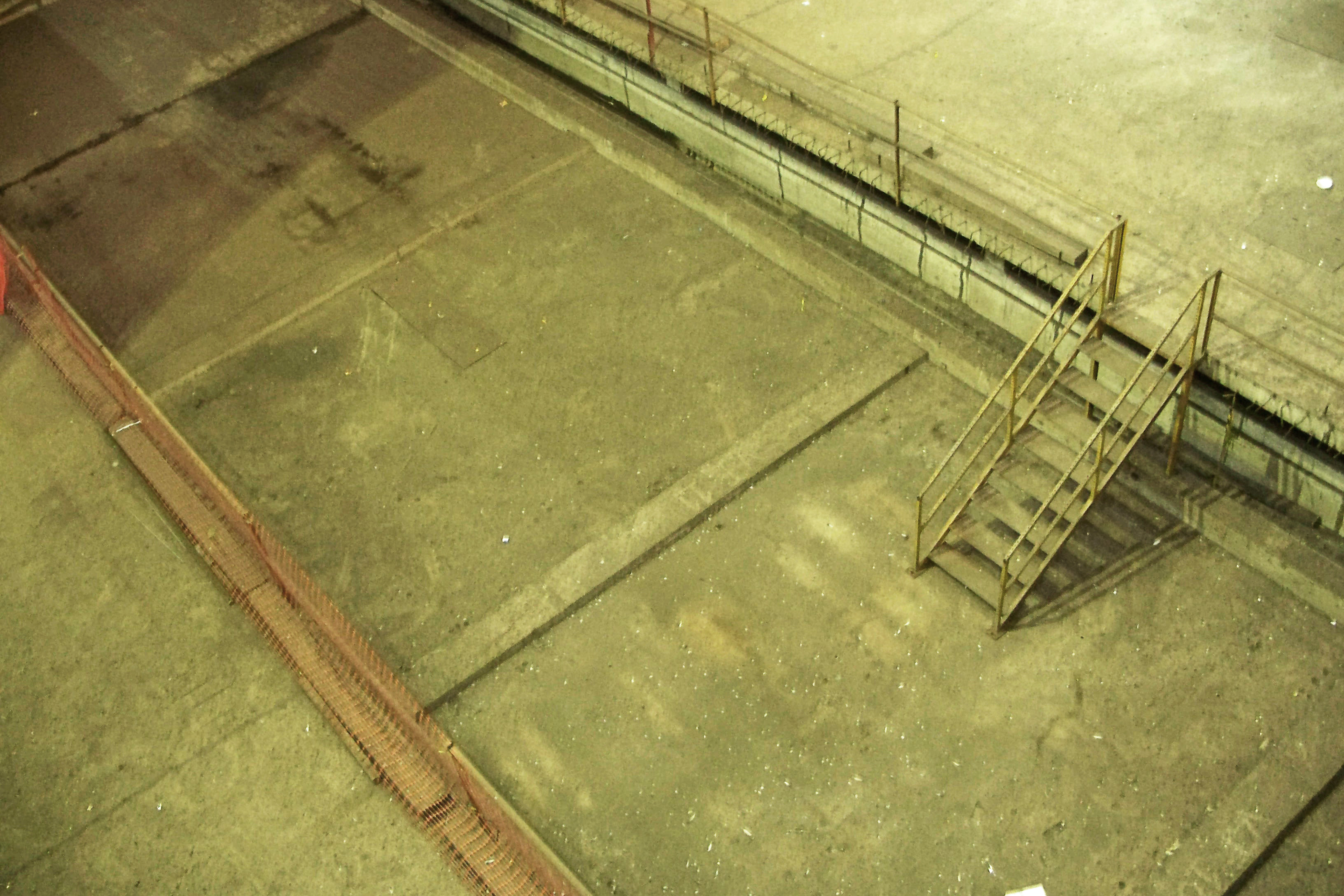
Quais abandonnés, qui servirait pour la ligne Sud-Est - Sud-Ouest, aujourd'hui la ligne 4 - Jaune.

Conçue pour être la première station, sur la branche est de la ligne 3, et la station de transfert sur la ligne Sud-Est - Sud-Ouest (devenue depuis la ligne 4 - Jaune, prévue pour relier Caxingui à Delamare). Ce projet ne prévoit pas une forte fréquentation de la station. La station est également prévue pour éviter de subir les conséquences des inondations des rives du Rio Tamanduateí, qui passe à proximité. Elle est donc construite au-dessus du niveau de la plus grande crue estimée. Les murs extérieurs n'ont pas été imperméabilisés, en raison de l'utilisation d'un béton spécial, classé par les ingénieurs comme une innovation importante. Les environs de la gare sont alors prévus pour devenir un parc le long des lignes du Parc Trianon, dans les environs de l'avenue Paulista. Après la mise en service du tronçon de Sé à Brás en mars 1979, le chantier de la station Pedro II se poursuit malgré les trains qui passent sans s'arrêter. 

### Ouverture et fonctionnement

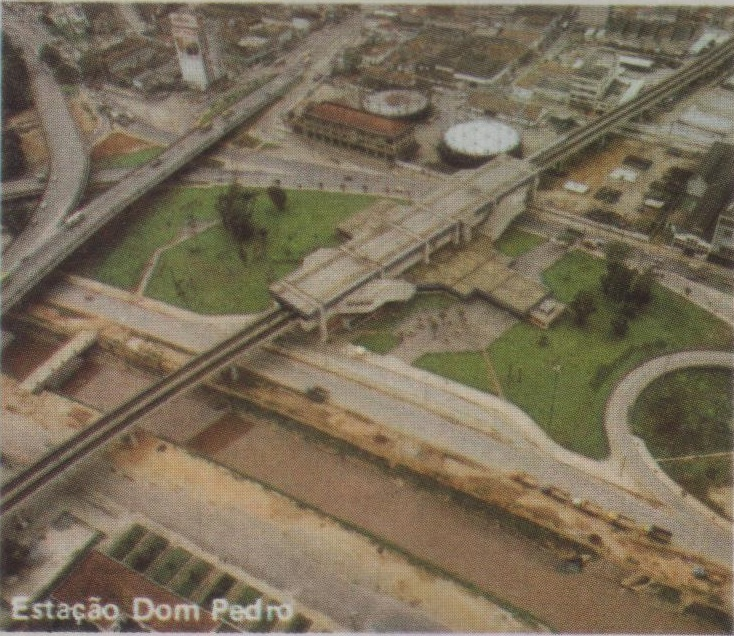
Vue aérienne de la station Pedro II en 1982.

La mise en service des stations Pedro II et Bresser  a eu lieu le 24 août 1980, le ruban d'inauguration est coupé par le gouverneur, Paulo Maluf, qui a également dévoilé une plaque commémorative. Elle est nommée d'après Pierre II le second et dernier empereur du Brésil[réf. souhaitée].
C'est une station avec un plancher de distribution au niveau de la rue, sous les quais latéraux aériens, structure en béton apparent et couverture d'espace par un treillis métallique. Elle est équipée d'un accès pour les personnes handicapées. Dans la mezzanine, elle dispose d'une lucarne qui permet une vue sur le quai inutilisé de la ligne Sud-Est - Sud-Ouest, qui est devenue la ligne 4 - Jaune. La station est prévue pour permettre un transit de vingt mille passagers par jour avec une surface construite de 9 535 m2, répartis en 3 300 pour la ligne 3 - Rouge, 1 500 pour la mezzanine de distribution et 4 500 pour les quais inutilisés.
En 1996, il est constaté que la station avait quelques problèmes structurels mineurs, qui ont généré un petit échelon sur l'escalier d'accès au quai vers Itaquera. En conséquence, le Métro et l'Institut de Recherche Technologique ont réalisé des tests de charge qui interdisaient l'escalier, ainsi que l'escalator à côté, pour vérifier le comportement de la structure. Cela a inquiété certains passagers, mais un porte-parole du métro a déclaré « il n'y a aucun risque d'accident avec la station ».

## Services aux voyageurs

### Accès et accueil
Son entrée est située Rua da Figueira. Un ascenseur est réservé aux personnes à la mobilité réduite.

### Desserte
| Ligne                         | Terminus                                         | Stations | Durée du voyage (min) | Intervalle entre les trains (min) | Opération                                                                   |
| ----------------------------- | ------------------------------------------------ | -------- | --------------------- | --------------------------------- | --------------------------------------------------------------------------- |
| Ligne 3 du métro de São Paulo | Palmeiras - Barra Funda ↔ Corinthians - Itaquera | 18       | 40                    | 2                                 | Tous les jours, de 4h40 à 0h00. Le samedi, jusqu'à 1h du matin le dimanche. |

## À proximité
- Parc Dom Pedro II